# Sezonul de Formula 1 din 2012
Campionatul Mondial de Formula 1 din 2012 a fost cel de-al 66-lea sezon al curselor auto pentru mașinile de Formula 1, recunoscut de organismul de conducere al sportului internațional, Federația Internațională de Automobilism, ca fiind competiția de cea mai înaltă clasă pentru mașinile de curse. A inclus cea de-a 63-a ediție a Campionatului Mondial al Piloților, și a 55-a ediție a Campionatului Mondial al Constructorilor. Sezonul a fost disputat pe parcursul a douăzeci de curse, un nou record pentru campionat, începând cu Marele Premiu al Australiei pe 18 martie și terminându-se cu Marele Premiu al Braziliei pe 25 noiembrie. Sezonul din 2012 a văzut revenirea Marelui Premiu al Statelor Unite, care a avut loc pe Circuitul Americilor, un circuit special construit în Austin, Texas. După ce a fost anulat în 2011 din cauza protestelor civile, Marele Premiu al Bahrainului a revenit și el în calendar.
Începutul sezonului a fost unul tumultuos, cu șapte piloți diferiți câștigând primele șapte curse ale campionatului; un record pentru Formula 1. Abia la Marele Premiu al Europei din iunie, un pilot, Fernando Alonso de la Ferrari, a câștigat a doua sa cursă a anului și, odată cu aceasta, a devenit principalul pretendent la titlu. Alonso și-a menținut poziția de lider în campionat pentru următoarele șapte curse, luând a treia victorie în Germania și terminând pe podium în Regatul Unit, Italia și Singapore. Cu toate acestea, retragerile costisitoare din primul tur din Belgia și Japonia le-au permis rivalilor săi să îl ajungă din urmă, iar campionul mondial en-titre, Sebastian Vettel – la fel ca Alonso, un dublu campion mondial – a preluat conducerea în cea de-a șaisprezecea cursă a sezonului. Vettel, de asemenea, a întâmpinat dificultăți pe tot parcursul sezonului; contactul cu un pilot întârziat l-a făcut să termine în afara punctelor în cursa din Malaysia, în timp ce defecțiunile tehnice la Marele Premiu al Europei și Italiei l-au costat puncte prețioase, iar excluderea din calificările de la Abu Dhabi l-a determinat să plece de pe linia boxelor. Vettel a intrat în ultima cursă a sezonului cu un avans de treisprezece puncte față de Alonso. Spaniolul avea nevoie de un podium pentru a avea măcar o șansă de a deveni Campion mondial la Piloți, dar într-o cursă de uzură care s-a terminat sub mașina de siguranță, Vettel a terminat pe locul șase, acumulând suficiente puncte pentru a câștiga al treilea campionat consecutiv, devenind doar al treilea pilot care reușește acest lucru în istoria de șaizeci și trei de ani a sportului. În Campionatul Mondial al Constructorilor, Red Bull Racing și-a asigurat al treilea titlu consecutiv când Sebastian Vettel a terminat pe locul al doilea la Marele Premiu al Statelor Unite.
Pe lângă faptul că a cuprins șapte piloți diferiți care au câștigat primele șapte curse, sezonul 2012 a doborât mai multe recorduri. Calendarul sezonului a inclus douăzeci de curse, doborând recordul anterior de nouăsprezece, care a fost stabilit pentru prima dată în 2005. Șase actuali sau foști Campioni Mondiali la Piloți – Sebastian Vettel, Fernando Alonso, Jenson Button, Lewis Hamilton, Kimi Räikkönen și Michael Schumacher – au început sezonul, doborând recordul stabilit în 1970, 5 campioni mondiali pe grila de start.
Acesta a fost ultimul sezon pentru septuplul campion mondial, Michael Schumacher, care și-a anunțat retragerea din Formula 1 pentru a doua oară, după Marele Premiu al Braziliei din 2012.

## Piloții și echipele înscrise în campionat
Piloții și echipele următoare au fost incluse în sezonul din 2012 al campionatului. Echipele au concurat cu anvelopele furnizate de Pirelli.
| Imagine             | Concurent                     | Constructor     | Unitate de putere | Șasiu  | Piloți            | Piloți             | Piloți      |
| ------------------- | ----------------------------- | --------------- | ----------------- | ------ | ----------------- | ------------------ | ----------- |
| Imagine             | Concurent                     | Constructor     | Unitate de putere | Șasiu  | Nr.               | Numele pilotului   | Etape       |
| Red Bull Racing RB8 | Red Bull Racing               | Red Bull Racing | Renault RS27-2012 | RB8    | 1                 | Sebastian Vettel   | Toate       |
| Red Bull Racing RB8 | Red Bull Racing               | Red Bull Racing | Renault RS27-2012 | RB8    | 2                 | Mark Webber        | Toate       |
| McLaren MP4-27      | Vodafone McLaren Mercedes     | McLaren         | Mercedes FO 108Z  | MP4-27 | 3                 | Jenson Button      | Toate       |
| McLaren MP4-27      | Vodafone McLaren Mercedes     | McLaren         | Mercedes FO 108Z  | MP4-27 | 4                 | Lewis Hamilton     | Toate       |
| Ferrari F2012       | Scuderia Ferrari              | Ferrari         | Ferrari Type 056  | F2012  | 5                 | Fernando Alonso    | Toate       |
| Ferrari F2012       | Scuderia Ferrari              | Ferrari         | Ferrari Type 056  | F2012  | 6                 | Felipe Massa       | Toate       |
| Mercedes F1 W03     | Mercedes AMG Petronas F1 Team | Mercedes        | Mercedes FO 108Z  | F1 W03 | 7                 | Michael Schumacher | Toate       |
| Mercedes F1 W03     | Mercedes AMG Petronas F1 Team | Mercedes        | Mercedes FO 108Z  | F1 W03 | 8                 | Nico Rosberg       | Toate       |
| Lotus E20           | Lotus F1 Team                 | Lotus           | Renault RS27-2012 | E20    | 9                 | Kimi Räikkönen     | Toate       |
| Lotus E20           | Lotus F1 Team                 | Lotus           | Renault RS27-2012 | E20    | 10                | Romain Grosjean    | 1–12, 14–20 |
| Lotus E20           | Lotus F1 Team                 | Lotus           | Renault RS27-2012 | E20    | Jérôme d'Ambrosio | 13                 |             |
| Force India VJM05   | Sahara Force India F1 Team    | Force India     | Mercedes FO 108Z  | VJM05  | 11                | Paul di Resta      | Toate       |
| Force India VJM05   | Sahara Force India F1 Team    | Force India     | Mercedes FO 108Z  | VJM05  | 12                | Nico Hülkenberg    | Toate       |
| Sauber C31          | Sauber F1 Team                | Sauber          | Ferrari Type 056  | C31    | 14                | Kamui Kobayashi    | Toate       |
| Sauber C31          | Sauber F1 Team                | Sauber          | Ferrari Type 056  | C31    | 15                | Sergio Pérez       | Toate       |
| STR STR7            | Scuderia Toro Rosso           | STR             | Ferrari Type 056  | STR7   | 16                | Daniel Ricciardo   | Toate       |
| STR STR7            | Scuderia Toro Rosso           | STR             | Ferrari Type 056  | STR7   | 17                | Jean-Éric Vergne   | Toate       |
| Williams FW34       | Williams F1 Team              | Williams        | Renault RS27-2012 | FW34   | 18                | Pastor Maldonado   | Toate       |
| Williams FW34       | Williams F1 Team              | Williams        | Renault RS27-2012 | FW34   | 19                | Bruno Senna        | Toate       |
| Caterham CT01       | Caterham F1 Team              | Caterham        | Renault RS27-2012 | CT01   | 20                | Heikki Kovalainen  | Toate       |
| Caterham CT01       | Caterham F1 Team              | Caterham        | Renault RS27-2012 | CT01   | 21                | Vitali Petrov      | Toate       |
| HRT F112            | HRT Formula 1 Team            | HRT             | Cosworth CA2012   | F112   | 22                | Pedro de la Rosa   | Toate       |
| HRT F112            | HRT Formula 1 Team            | HRT             | Cosworth CA2012   | F112   | 23                | Narain Karthikeyan | Toate       |
| Marussia MR01       | Marussia F1 Team              | Marussia        | Cosworth CA2012   | MR01   | 24                | Timo Glock         | Toate       |
| Marussia MR01       | Marussia F1 Team              | Marussia        | Cosworth CA2012   | MR01   | 25                | Charles Pic        | Toate       |

## Calendar

Națiunile care au găzduit curse de Formula 1 în 2012 sunt arătate în verde. Națiunile care au găzduit curse de Formula 1 în trecut sunt arătate în gri închis

Cele 20 de Mari Premii care au făcut parte din Campionatul Mondial din 2012:
| 1.                                        | 2.                                                   | 3.                                              | 4.                                             |
| ----------------------------------------- | ---------------------------------------------------- | ----------------------------------------------- | ---------------------------------------------- |
| Marele Premiu al Australiei 16-18 martie  | Marele Premiu al Malaysiei 23-25 martie              | Marele Premiu al Chinei 13-15 aprilie           | Marele Premiu al Bahrainului 20-22 aprilie     |
| Albert Park (S)                           | Sepang (P)                                           | Shanghai (P)                                    | Sakhir (P)                                     |
| 5.                                        | 6.                                                   | 7.                                              | 8.                                             |
| Marele Premiu al Spaniei 11-13 mai        | Marele Premiu al Principatului Monaco 24, 26-27 mai  | Marele Premiu al Canadei 8-10 iunie             | Marele Premiu al Europei 22-24 iunie           |
| Catalunya (P)                             | Monaco (S)                                           | Gilles Villeneuve (S)                           | Valencia (S)                                   |
| 9.                                        | 10.                                                  | 11.                                             | 12.                                            |
| Marele Premiu al Marii Britanii 6-8 iulie | Marele Premiu al Germaniei 20-22 iulie               | Marele Premiu al Ungariei 23-25 august          | Marele Premiu al Belgiei 6-8 septembrie        |
| Silverstone (P)                           | Hockenheimring (P)                                   | Hungaroring (P)                                 | Spa-Francorchamps (P)                          |
| 13.                                       | 14.                                                  | 15.                                             | 16.                                            |
| Marele Premiu al Italiei 7-9 septembrie   | Marele Premiu al statului Singapore 21-23 septembrie | Marele Premiu al Japoniei 5-7 octombrie         | Marele Premiu al Coreei de Sud 12-14 octombrie |
| Monza (P)                                 | Marina Bay (S)                                       | Suzuka (P)                                      | Yeongam (P)                                    |
| 17.                                       | 18.                                                  | 19.                                             | 20.                                            |
| Marele Premiu al Indiei 26-28 octombrie   | Marele Premiu de la Abu Dhabi 2-4 noiembrie          | Marele Premiu al Statelor Unite 16-18 noiembrie | Marele Premiu al Braziliei 23-25 noiembrie     |
| Buddh (P)                                 | Yas Marina (P)                                       | Americilor (P)                                  | Interlagos (P)                                 |
| (P) - pistă; (S) - stradă. Surse:         |                                                      |                                                 |                                                |

## Pneuri
| MP  | SS | S | M | H |
| --- | -- | - | - | - |
| AUS |    | X | X |   |
| MAL |    |   | X | X |
| CHN |    | X | X |   |
| BHR |    | X | X |   |
| ESP |    | X |   | X |
| MON | X  | X |   |   |
| CAN | X  | X |   |   |
| EUR |    | X | X |   |
| GBR |    | X |   | X |
| GER |    | X | X |   |
| HUN |    | X | X |   |
| BEL |    |   | X | X |
| ITA |    |   | X | X |
| SGP | X  | X |   |   |
| JPN |    | X |   | X |
| KOR | X  | X |   |   |
| IND |    | X |   | X |
| ABU |    | X | X |   |
| USA |    |   | X | X |
| BRA |    |   | X | X |

| Numele compusului | Pneu | Pneu | Condiții de rulare   | Aderență | Durabilitate |
| ----------------- | ---- | ---- | -------------------- | -------- | ------------ |
| Supersoft         |      |      | Uscat                | 4        | 1            |
| Soft (Moale)      |      |      | Uscat                | 3        | 2            |
| Medium (Mediu)    |      |      | Uscat                | 2        | 3            |
| Hard (Dur)        |      |      | Uscat                | 1        | 4            |
| Intermediate      |      |      | Umed (Ploaie ușoară) | N/A      | N/A          |
| Wet               |      |      | Umed (Ploaie)        | N/A      | N/A          |

Furnizorul de anvelope Pirelli și-a revizuit compușii anvelopelor pentru sezonul 2012 într-un efort de a încuraja echipele să folosească fiecare dintre compușii furnizați pentru cursele individuale. Pirelli a prezis că schimbările se vor traduce într-o diferență de 0,7 secunde pe tur între compușii mai tari și cei mai moi, în scădere de la 1,5 secunde pe tur în 2011. Potrivit Pirelli, cel mai dur compus de anvelope disponibil este cu doar 31% mai dur decât cel mai moale compus oferit; prin comparație, cele mai dure anvelope folosite în 2011 au fost cu 70% mai dure decât cele mai moi.

## Rezultate și clasamente

### Marile Premii
| Etapa  | Mare Premiu                | Pole position    | Cel mai rapid tur  | Pilotul câștigător | Constructorul câștigător | Raport | Lider | Lider |
| Etapa  | Mare Premiu                | Pole position    | Cel mai rapid tur  | Pilotul câștigător | Constructorul câștigător | Raport | Pilot | Dif.  |
| ------ | -------------------------- | ---------------- | ------------------ | ------------------ | ------------------------ | ------ | ----- | ----- |
| 1      | MP al Australiei           | Lewis Hamilton   | Jenson Button      | Jenson Button      | McLaren-Mercedes         | Raport | BUT   | 7     |
| 2      | MP al Malaysiei            | Lewis Hamilton   | Kimi Räikkönen     | Fernando Alonso    | Ferrari                  | Raport | ALO   | 5     |
| 3      | MP al Chinei               | Nico Rosberg     | Kamui Kobayashi    | Nico Rosberg       | Mercedes                 | Raport | HAM   | 2     |
| 4      | MP al Bahrainului          | Sebastian Vettel | Sebastian Vettel   | Sebastian Vettel   | Red Bull Racing-Renault  | Raport | VET   | 4     |
| 5      | MP al Spaniei              | Pastor Maldonado | Romain Grosjean    | Pastor Maldonado   | Williams-Renault         | Raport | VET   | 0     |
| 6      | MP al Principatului Monaco | Mark Webber      | Sergio Pérez       | Mark Webber        | Red Bull Racing-Renault  | Raport | ALO   | 3     |
| 7      | MP al Canadei              | Sebastian Vettel | Sebastian Vettel   | Lewis Hamilton     | McLaren-Mercedes         | Raport | HAM   | 2     |
| 8      | MP al Europei              | Sebastian Vettel | Nico Rosberg       | Fernando Alonso    | Ferrari                  | Raport | ALO   | 20    |
| 9      | MP al Marii Britanii       | Fernando Alonso  | Kimi Räikkönen     | Mark Webber        | Red Bull Racing-Renault  | Raport | ALO   | 13    |
| 10     | MP al Germaniei            | Fernando Alonso  | Michael Schumacher | Fernando Alonso    | Ferrari                  | Raport | ALO   | 34    |
| 11     | MP al Ungariei             | Lewis Hamilton   | Sebastian Vettel   | Lewis Hamilton     | McLaren-Mercedes         | Raport | ALO   | 40    |
| 12     | MP al Belgiei              | Jenson Button    | Bruno Senna        | Jenson Button      | McLaren-Mercedes         | Raport | ALO   | 24    |
| 13     | MP al Italiei              | Lewis Hamilton   | Nico Rosberg       | Lewis Hamilton     | McLaren-Mercedes         | Raport | ALO   | 37    |
| 14     | MP al statului Singapore   | Lewis Hamilton   | Nico Hülkenberg    | Sebastian Vettel   | Red Bull Racing-Renault  | Raport | ALO   | 29    |
| 15     | MP al Japoniei             | Sebastian Vettel | Sebastian Vettel   | Sebastian Vettel   | Red Bull Racing-Renault  | Raport | ALO   | 4     |
| 16     | MP al Coreei de Sud        | Mark Webber      | Mark Webber        | Sebastian Vettel   | Red Bull Racing-Renault  | Raport | VET   | 6     |
| 17     | MP al Indiei               | Sebastian Vettel | Jenson Button      | Sebastian Vettel   | Red Bull Racing-Renault  | Raport | VET   | 13    |
| 18     | MP de la Abu Dhabi         | Lewis Hamilton   | Sebastian Vettel   | Kimi Räikkönen     | Lotus-Renault            | Raport | VET   | 10    |
| 19     | MP al Statelor Unite       | Sebastian Vettel | Sebastian Vettel   | Lewis Hamilton     | McLaren-Mercedes         | Raport | VET   | 13    |
| 20     | MP al Braziliei            | Lewis Hamilton   | Lewis Hamilton     | Jenson Button      | McLaren-Mercedes         | Raport | VET   | 3     |
| Surse: |                            |                  |                    |                    |                          |        |       |       |

### Sistemul de punctaj
Punctele sunt acordate primilor zece piloți care au terminat în fiecare cursă, folosind următoarea structură:
| Loc    | 1  | 2  | 3  | 4  | 5  | 6 | 7 | 8 | 9 | 10 |
| Puncte | 25 | 18 | 15 | 12 | 10 | 8 | 6 | 4 | 2 | 1  |

Pentru a obține toate punctele, câștigătorul cursei trebuie să termine cel puțin 75% din distanța programată. Jumătate de puncte sunt acordate dacă câștigătorul cursei termină mai puțin de 75% din distanță, cu condiția terminării a cel puțin două tururi complete. În cazul de egalitate la încheierea campionatului, se folosește un sistem de numărătoare, cel mai bun rezultat fiind folosit pentru a decide clasamentul final.
Note
- ^1 - În cazul în care nu sunt încheiate două tururi complete, nu se acordă nici un punct și cursa este abandonată.
- ^2 - În cazul în care doi sau mai mulți piloți realizează același cel mai bun rezultat de un număr egal de ori, se va folosi următorul cel mai bun rezultat. Dacă doi sau mai mulți piloți vor avea un număr egal de rezultate de un număr egal de ori, FIA va nominaliza câștigătorul conform unor criterii pe care le va considera potrivite.

### Clasament Campionatul Mondial al Piloților
| Poz. | Pilot              | AUS | MAL | CHN | BHR  | ESP | MON | CAN  | EUR | GBR | GER | HUN | BEL | ITA | SIN | JPN  | KOR  | IND | ABU | USA  | BRA   | Pct.   |
| Poz. | Pilot              |     |     |     |      |     |     |      |     |     |     |     |     |     |     |      |      |     |     |      |       | Pct.   |
| ---- | ------------------ | --- | --- | --- | ---- | --- | --- | ---- | --- | --- | --- | --- | --- | --- | --- | ---- | ---- | --- | --- | ---- | ----- | ------ |
| 1    | Sebastian Vettel   | 2   | 11  | 5   | 1P R | 6   | 4   | 4P R | AbP | 3   | 5   | 4R  | 2   | 22* | 1   | 1P R | 1    | 1P  | 3R  | 2P R | 6     | 281    |
| 2    | Fernando Alonso    | 5   | 1   | 9   | 7    | 2   | 3   | 5    | 1   | 2P  | 1P  | 5   | Ab  | 3   | 3   | Ab   | 3    | 2   | 2   | 3    | 2     | 278    |
| 3    | Kimi Räikkönen     | 7   | 5R  | 14  | 2    | 3   | 9   | 8    | 2   | 5R  | 3   | 2   | 3   | 5   | 6   | 6    | 5    | 7   | 1   | 6    | 10    | 207    |
| 4    | Lewis Hamilton     | 3P  | 3P  | 3   | 8    | 8   | 5   | 1    | 19* | 8   | Ab  | 1P  | Ab  | 1P  | AbP | 5    | 10   | 4   | AbP | 1    | AbP R | 190    |
| 5    | Jenson Button      | 1R  | 14  | 2   | 18*  | 9   | 16* | 16   | 8   | 10  | 2   | 6   | 1P  | Ab  | 2   | 4    | Ab   | 5R  | 4   | 5    | 1     | 188    |
| 6    | Mark Webber        | 4   | 4   | 4   | 4    | 11  | 1P  | 7    | 4   | 1   | 8   | 8   | 6   | 20* | 11  | 9    | 2P R | 3   | Ab  | Ab   | 4     | 179    |
| 7    | Felipe Massa       | Ab  | 15  | 13  | 9    | 15  | 6   | 10   | 16  | 4   | 12  | 9   | 5   | 4   | 8   | 2    | 4    | 6   | 7   | 4    | 3     | 122    |
| 8    | Romain Grosjean    | Ab  | Ab  | 6   | 3    | 4R  | Ab  | 2    | Ab  | 6   | 18  | 3   | Ab  | EX  | 7   | 19*  | 7    | 9   | Ab  | 7    | Ab    | 96     |
| 9    | Nico Rosberg       | 12  | 13  | 1P  | 5    | 7   | 2   | 6    | 6R  | 15  | 10  | 10  | 11  | 7R  | 5   | Ab   | Ab   | 11  | Ab  | 13   | 15    | 93     |
| 10   | Sergio Pérez       | 8   | 2   | 11  | 11   | Ab  | 11R | 3    | 9   | Ab  | 6   | 14  | Ab  | 2   | 10  | Ab   | 11   | Ab  | 15  | 11   | Ab    | 66     |
| 11   | Nico Hülkenberg    | Ab  | 9   | 15  | 12   | 10  | 8   | 12   | 5   | 12  | 9   | 11  | 4   | 21* | 14R | 7    | 6    | 8   | Ab  | 8    | 5     | 63     |
| 12   | Kamui Kobayashi    | 6   | Ab  | 10R | 13   | 5   | Ab  | 9    | Ab  | 11  | 4   | 18* | 13  | 9   | 13  | 3    | Ab   | 14  | 6   | 14   | 9     | 60     |
| 13   | Michael Schumacher | Ab  | 10  | Ab  | 10   | Ab  | Ab  | Ab   | 3   | 7   | 7R  | Ab  | 7   | 6   | Ab  | 11   | 13   | 22* | 11  | 16   | 7     | 49     |
| 14   | Paul di Resta      | 10  | 7   | 12  | 6    | 14  | 7   | 11   | 7   | Ab  | 11  | 12  | 10  | 8   | 4   | 12   | 12   | 12  | 9   | 15   | 19*   | 46     |
| 15   | Pastor Maldonado   | 13* | 19* | 8   | Ab   | 1P  | Ab  | 13   | 12  | 16  | 15  | 13  | Ab  | 11  | Ab  | 8    | 14   | 16  | 5   | 9    | Ab    | 45     |
| 16   | Bruno Senna        | 16* | 6   | 7   | 22*  | Ab  | 10  | 17   | 10  | 9   | 17  | 7   | 12R | 10  | 18* | 14   | 15   | 10  | 8   | 10   | Ab    | 31     |
| 17   | Jean-Éric Vergne   | 11  | 8   | 16  | 14   | 12  | 12  | 15   | Ab  | 14  | 14  | 16  | 8   | Ab  | Ab  | 13   | 8    | 15  | 12  | Ab   | 8     | 16     |
| 18   | Daniel Ricciardo   | 9   | 12  | 17  | 15   | 13  | Ab  | 14   | 11  | 13  | 13  | 15  | 9   | 12  | 9   | 10   | 9    | 13  | 10  | 12   | 13    | 10     |
| 19   | Vitali Petrov      | Ab  | 16  | 18  | 16   | 17  | Ab  | 19   | 13  | NS  | 16  | 19  | 14  | 15  | 19  | 17   | 16   | 17  | 16  | 17   | 11    | 0      |
| 20   | Timo Glock         | 14  | 17  | 19  | 19   | 18  | 14  | Ab   | NS  | 18  | 22  | 21  | 15  | 17  | 12  | 16   | 18   | 20  | 14  | 19   | 16    | 0      |
| 21   | Charles Pic        | 15* | 20  | 20  | Ab   | Ab  | Ab  | 20   | 15  | 19  | 20  | 20  | 16  | 16  | 16  | Ab   | 19   | 19  | Ab  | 20   | 12    | 0      |
| 22   | Heikki Kovalainen  | Ab  | 18  | 23  | 17   | 16  | 13  | 18   | 14  | 17  | 19  | 17  | 17  | 14  | 15  | 15   | 17   | 18  | 13  | 18   | 14    | 0      |
| 23   | Jérôme d'Ambrosio  |     |     |     |      |     |     |      |     |     |     |     |     | 13  |     |      |      |     |     |      |       | 0      |
| 24   | Narain Karthikeyan | NSC | 22  | 22  | 21   | Ab  | 15  | Ab   | 18  | 21  | 23  | Ab  | Ab  | 19  | Ab  | Ab   | 20   | 21  | Ab  | 22   | 18    | 0      |
| 25   | Pedro de la Rosa   | NSC | 21  | 21  | 20   | 19  | Ab  | Ab   | 17  | 20  | 21  | 22  | 18  | 18  | 17  | 18   | Ab   | Ab  | 17  | 21   | 17    | 0      |
| Poz. | Pilot              | AUS | MAL | CHN | BHR  | ESP | MON | CAN  | EUR | GBR | GER | HUN | BEL | ITA | SIN | JPN  | KOR  | IND | ABU | USA  | BRA   | Puncte |

| Legendă      | Legendă                                                |
| Culoare      | Rezultat                                               |
| ------------ | ------------------------------------------------------ |
| Auriu        | Câștigător                                             |
| Argintiu     | Locul 2                                                |
| Bronz        | Locul 3                                                |
| Verde        | Alte locuri care punctează                             |
| Albastru     | Alte locuri                                            |
| Albastru     | Nu s-a clasat, dar a terminat cursa (NC)               |
| Purpuriu     | A abandonat cursa (Ab)                                 |
| Negru        | Descalificat (DSC)                                     |
| Alb          | Nu a luat startul (NS)                                 |
| Roșu         | Nu s-a calificat (NSC)                                 |
| Fără culoare | Retras înainte de calificări (Ret)                     |
| Fără culoare | Exclus (EX)                                            |
| Fără culoare | Nu a participat (celulă goală)                         |
| Adnotare     | Însemnătate                                            |
| P            | Pole position                                          |
| R            | Cel mai rapid tur                                      |
| *            | Nu a terminat, dar a parcurs mai mult de 90% din cursă |

### Clasament Campionatul Mondial al Constructorilor
| Poz. | Constructor             | AUS | MAL | CHN | BHR  | ESP | MON | CAN  | EUR | GBR | GER | HUN | BEL | ITA | SIN | JPN  | KOR  | IND | ABU | USA  | BRA   | Pct.   |
| Poz. | Constructor             |     |     |     |      |     |     |      |     |     |     |     |     |     |     |      |      |     |     |      |       | Pct.   |
| ---- | ----------------------- | --- | --- | --- | ---- | --- | --- | ---- | --- | --- | --- | --- | --- | --- | --- | ---- | ---- | --- | --- | ---- | ----- | ------ |
| 1    | Red Bull Racing-Renault | 2   | 4   | 4   | 1P R | 6   | 1P  | 4P R | 4   | 1   | 5   | 4R  | 2   | 20* | 1   | 1P R | 1    | 1P  | 3R  | 2P R | 4     | 460    |
| 1    | Red Bull Racing-Renault | 4   | 11  | 5   | 4    | 11  | 4   | 7    | AbP | 3   | 8   | 8   | 6   | 22* | 11  | 9    | 2P R | 3   | Ab  | Ab   | 6     | 460    |
| 2    | Ferrari                 | 5   | 1   | 9   | 7    | 2   | 3   | 5    | 1   | 2P  | 1P  | 5   | 5   | 3   | 3   | 2    | 3    | 2   | 2   | 3    | 2     | 400    |
| 2    | Ferrari                 | Ab  | 15  | 13  | 9    | 15  | 6   | 10   | 16  | 4   | 12  | 9   | Ab  | 4   | 8   | Ab   | 4    | 6   | 7   | 4    | 3     | 400    |
| 3    | McLaren-Mercedes        | 1R  | 3P  | 2   | 8    | 8   | 5   | 1    | 8   | 8   | 2   | 1P  | 1P  | 1P  | 2   | 4    | 10   | 4   | 4   | 1    | 1     | 378    |
| 3    | McLaren-Mercedes        | 3P  | 14  | 3   | 18*  | 9   | 16* | 16   | 19* | 10  | Ab  | 6   | Ab  | Ab  | AbP | 5    | Ab   | 5R  | AbP | 5    | AbP R | 378    |
| 4    | Lotus-Renault           | 7   | 5R  | 6   | 2    | 3   | 9   | 2    | 2   | 5R  | 3   | 2   | 3   | 5   | 6   | 6    | 5    | 7   | 1   | 6    | 10    | 303    |
| 4    | Lotus-Renault           | Ab  | Ab  | 14  | 3    | 4R  | Ab  | 8    | Ab  | 6   | 18  | 3   | Ab  | 13  | 7   | 19*  | 7    | 9   | Ab  | 7    | Ab    | 303    |
| 5    | Mercedes                | 12  | 10  | 1P  | 5    | 7   | 2   | 6    | 3   | 7   | 7R  | 10  | 7   | 6   | 5   | 11   | 13   | 11  | 11  | 13   | 7     | 142    |
| 5    | Mercedes                | Ab  | 13  | Ab  | 10   | Ab  | Ab  | Ab   | 6R  | 15  | 10  | Ab  | 11  | 7R  | Ab  | Ab   | Ab   | 22* | Ab  | 16   | 15    | 142    |
| 6    | Sauber-Ferrari          | 6   | 2   | 10R | 11   | 5   | 11R | 3    | 9   | 11  | 4   | 14  | 13  | 2   | 10  | 3    | 11   | 14  | 6   | 11   | 9     | 126    |
| 6    | Sauber-Ferrari          | 8   | Ab  | 11  | 13   | Ab  | Ab  | 9    | Ab  | Ab  | 6   | 18* | Ab  | 9   | 13  | Ab   | Ab   | Ab  | 15  | 14   | Ab    | 126    |
| 7    | Force India-Mercedes    | 10  | 7   | 12  | 6    | 10  | 7   | 11   | 5   | 12  | 9   | 11  | 4   | 8   | 4   | 7    | 6    | 8   | 9   | 8    | 5     | 109    |
| 7    | Force India-Mercedes    | Ab  | 9   | 15  | 12   | 14  | 8   | 12   | 7   | Ab  | 11  | 12  | 10  | 21* | 14R | 12   | 12   | 12  | Ab  | 15   | 19*   | 109    |
| 8    | Williams-Renault        | 13* | 6   | 7   | 22*  | 1P  | 10  | 13   | 10  | 9   | 15  | 7   | 12R | 10  | 18* | 8    | 14   | 10  | 5   | 9    | Ab    | 76     |
| 8    | Williams-Renault        | 16* | 19* | 8   | Ab   | Ab  | Ab  | 17   | 12  | 16  | 17  | 13  | Ab  | 11  | Ab  | 14   | 15   | 16  | 8   | 10   | Ab    | 76     |
| 9    | STR-Ferrari             | 9   | 8   | 16  | 14   | 12  | 12  | 14   | 11  | 13  | 13  | 15  | 8   | 12  | 9   | 10   | 8    | 13  | 10  | 12   | 8     | 26     |
| 9    | STR-Ferrari             | 11  | 12  | 17  | 15   | 13  | Ab  | 15   | Ab  | 14  | 14  | 16  | 9   | Ab  | Ab  | 13   | 9    | 15  | 12  | Ab   | 13    | 26     |
| 10   | Caterham-Renault        | Ab  | 16  | 18  | 16   | 16  | 13  | 18   | 13  | 17  | 16  | 17  | 14  | 14  | 15  | 15   | 16   | 17  | 13  | 17   | 11    | 0      |
| 10   | Caterham-Renault        | Ab  | 18  | 23  | 17   | 17  | Ab  | 19   | 14  | NS  | 19  | 19  | 17  | 15  | 19  | 17   | 17   | 18  | 16  | 18   | 14    | 0      |
| 11   | Marussia-Cosworth       | 14  | 17  | 19  | 19   | 18  | 14  | 20   | 15  | 18  | 20  | 20  | 15  | 16  | 12  | 16   | 18   | 19  | 14  | 19   | 12    | 0      |
| 11   | Marussia-Cosworth       | 15* | 20  | 20  | Ab   | Ab  | Ab  | Ab   | NS  | 19  | 22  | 21  | 16  | 17  | 16  | Ab   | 19   | 20  | Ab  | 20   | 16    | 0      |
| 12   | HRT-Cosworth            | NSC | 21  | 21  | 20   | 19  | 15  | Ab   | 17  | 20  | 21  | 22  | 18  | 18  | 17  | 18   | 20   | 21  | 17  | 21   | 17    | 0      |
| 12   | HRT-Cosworth            | NSC | 22  | 22  | 21   | Ab  | Ab  | Ab   | 18  | 21  | 23  | Ab  | Ab  | 19  | Ab  | Ab   | Ab   | Ab  | Ab  | 22   | 18    | 0      |
| Poz. | Constructor             | AUS | MAL | CHN | BHR  | ESP | MON | CAN  | EUR | GBR | GER | HUN | BEL | ITA | SIN | JPN  | KOR  | IND | ABU | USA  | BRA   | Puncte |

| Legendă      | Legendă                                                |
| Culoare      | Rezultat                                               |
| ------------ | ------------------------------------------------------ |
| Auriu        | Câștigător                                             |
| Argintiu     | Locul 2                                                |
| Bronz        | Locul 3                                                |
| Verde        | Alte locuri care punctează                             |
| Albastru     | Alte locuri                                            |
| Albastru     | Nu s-a clasat, dar a terminat cursa (NC)               |
| Purpuriu     | A abandonat cursa (Ab)                                 |
| Negru        | Descalificat (DSC)                                     |
| Alb          | Nu a luat startul (NS)                                 |
| Roșu         | Nu s-a calificat (NSC)                                 |
| Fără culoare | Retras înainte de calificări (Ret)                     |
| Fără culoare | Exclus (EX)                                            |
| Fără culoare | Nu a participat (celulă goală)                         |
| Adnotare     | Însemnătate                                            |
| P            | Pole position                                          |
| R            | Cel mai rapid tur                                      |
| *            | Nu a terminat, dar a parcurs mai mult de 90% din cursă |

Note:
- Pozițiile sunt sortate după cel mai bun rezultat, rândurile nefiind legate de piloți. În caz de egalitate de puncte, cele mai bune poziții obținute au determinat rezultatul.